# Jacob van Châtillon
Jacob van Châtillon of Jacques de Châtillon (ca. 1260 - 11 juli 1302) was een Frans edelman die in 1300 door koning Filips IV van Frankrijk werd aangesteld tot landvoogd van het graafschap Vlaanderen. Hij was een zoon van Gwijde III van Saint-Pol en van Mathilde van Brabant en een oom van de toenmalige Franse koningin, Johanna van Navarra.

## Levensloop
Jacques de Châtillon, graaf van Saint-Pol, heer van Leuze en Condé, was als landvoogd geen goede keuze. Hij had weinig inzicht in de specifieke situatie in Vlaanderen waar steden zoals Gent, Brugge en Ieper veel machtiger en rijker waren dan welke Franse stad dan ook en sterk op hun autonomie en status steunden. Zijn opdracht om de suzereiniteit van de Franse koning te versterken, mislukte dan ook. Hij onderkende de tegenstellingen niet die bestonden tussen de aanhangers van de graaf (liebaards) en die van de koning (leliaards), maar binnen de steden ook tussen de patriciërs die het bestuur in handen hadden, en het gewone volk. En het volk wilde vooral politieke inspraak. Châtillon steunde tot hun grote woede de patriciërs; de ambachtslui kozen dan ook massaal partij voor de liebaards. Daar bovenop kwamen zich ook de blijvende tegenstellingen tussen de voornaamste steden enten.
Hij maakte een fout toen hij, bij de bezetting van Brugge, zijn soldaten in de stad liet overnachten. Tijdens de Brugse Metten werd een aantal door Brugse opstandelingen vermoord terwijl de anderen vluchtten naar het kasteel van Kortrijk. Châtillon kon nog net ontsnappen door zich te vermommen als een eenvoudige man.  Zoals zovele Franse edellieden, sneuvelde hij een paar maanden later tijdens de Guldensporenslag.
Hij was gehuwd met Catharina van Condé (1260-1329), en was de vader van onder meer Beatrix. Beatrix huwde met Jan van Vlaanderen (1295-1325), een zoon van Willem Crèvecoeur en dus een kleinzoon van Gwijde van Dampierre.
Tot aan de nieuwe tijd was het gebruikelijk namen van koningen en edellieden te vertalen. Toch is hij ook in Vlaanderen beter gekend onder zijn Franse naam Jacques de Châtillon omdat Hendrik Conscience in zijn boek De leeuw van Vlaanderen hem zo noemde.

## Reputatie
Dankzij Conscience, maar ook al door vroegere geschriften, werd Châtillon definitief geïnstalleerd als de integrale slechterik en erfvijand van de Vlaming. Vanaf de lagere scholen werd hij in Vlaanderen opgevoerd als de Fransdolle Vlaamshatende seigneur, die hier tijdens de Brugse Metten en vooral dan tijdens de Guldensporenslag, de definitieve rekening werd gepresenteerd door de Vlaamse ambachtslui.
De objectieve geschiedenis was natuurlijk wel iets genuanceerder en deed vooral uitkomen dat Châtillon helemaal geen eersterangsfiguur was in de uitvoering van de politiek van de Franse koning. 

## Voorouders
| Voorouders van Jacob van Châtillon | Voorouders van Jacob van Châtillon                                              | Voorouders van Jacob van Châtillon                                              | Voorouders van Jacob van Châtillon                                       | Voorouders van Jacob van Châtillon                                       | Voorouders van Jacob van Châtillon                                       | Voorouders van Jacob van Châtillon                                       | Voorouders van Jacob van Châtillon                                       | Voorouders van Jacob van Châtillon                                       |
| ---------------------------------- | ------------------------------------------------------------------------------- | ------------------------------------------------------------------------------- | ------------------------------------------------------------------------ | ------------------------------------------------------------------------ | ------------------------------------------------------------------------ | ------------------------------------------------------------------------ | ------------------------------------------------------------------------ | ------------------------------------------------------------------------ |
| Overgrootouders                    | Wouter III van Châtillon (1166-1219) ∞ 1224 Elisabeth van Saint-Pol (1180-1212) | Wouter III van Châtillon (1166-1219) ∞ 1224 Elisabeth van Saint-Pol (1180-1212) | Wouter II van Avesnes (-1244) ∞ 1228 Margaretha van Blois (1164-1230)    | Wouter II van Avesnes (-1244) ∞ 1228 Margaretha van Blois (1164-1230)    | Hendrik I van Brabant (1160-1235) ∞ Mathilde van Boulogne (±1161–1210)   | Hendrik I van Brabant (1160-1235) ∞ Mathilde van Boulogne (±1161–1210)   | Filips van Zwaben (1177-1208) ∞ 1197 Irena Angela (1181-1208)            | Filips van Zwaben (1177-1208) ∞ 1197 Irena Angela (1181-1208)            |
| Grootouders                        | Hugo V van Saint-Pol (1196-1248) ∞ 1223 Maria van Avesnes (1202–1241)           | Hugo V van Saint-Pol (1196-1248) ∞ 1223 Maria van Avesnes (1202–1241)           | Hugo V van Saint-Pol (1196-1248) ∞ 1223 Maria van Avesnes (1202–1241)    | Hugo V van Saint-Pol (1196-1248) ∞ 1223 Maria van Avesnes (1202–1241)    | Hendrik II van Brabant (1207-1248) ∞ Maria van Zwaben (1201-1235)        | Hendrik II van Brabant (1207-1248) ∞ Maria van Zwaben (1201-1235)        | Hendrik II van Brabant (1207-1248) ∞ Maria van Zwaben (1201-1235)        | Hendrik II van Brabant (1207-1248) ∞ Maria van Zwaben (1201-1235)        |
| Ouders                             | Gwijde III van Saint-Pol (-1289) ∞ 1246 Mathilde van Brabant (1224–1288)        | Gwijde III van Saint-Pol (-1289) ∞ 1246 Mathilde van Brabant (1224–1288)        | Gwijde III van Saint-Pol (-1289) ∞ 1246 Mathilde van Brabant (1224–1288) | Gwijde III van Saint-Pol (-1289) ∞ 1246 Mathilde van Brabant (1224–1288) | Gwijde III van Saint-Pol (-1289) ∞ 1246 Mathilde van Brabant (1224–1288) | Gwijde III van Saint-Pol (-1289) ∞ 1246 Mathilde van Brabant (1224–1288) | Gwijde III van Saint-Pol (-1289) ∞ 1246 Mathilde van Brabant (1224–1288) | Gwijde III van Saint-Pol (-1289) ∞ 1246 Mathilde van Brabant (1224–1288) |
| Jacob van Châtillon (1260-1302)    |                                                                                 |                                                                                 |                                                                          |                                                                          |                                                                          |                                                                          |                                                                          |                                                                          |